# Danh sách cầu thủ tham dự Giải vô địch bóng đá nữ châu Âu 2017
Dưới đây là danh sách cầu thủ của các đội tuyển quốc gia tham dự Giải vô địch bóng đá nữ châu Âu 2017 tại Hà Lan từ 16 tháng 7 tới 6 tháng 8 năm 2017.
Mỗi đội tuyển quốc gia phải đăng ký 23 cầu thủ, trong đó phải có tối thiểu ba thủ môn. Nếu một cầu thủ bị chấn thương nặng không thể kịp bình phục trước trận ra quân của đội nhà thì một người khác sẽ thay thế cầu thủ đó. Danh sách đội hình phải được trình lên UEFA tối thiểu là 10 ngày trước khi giải khai mạc.
Số trận khoác áo, số bàn thắng, câu lạc bộ và tuổi tính đến 16 tháng 7 năm 2017.

## Bảng A

### Bỉ
Đội hình được công bố vào ngày 25 tháng 6 năm 2017.
Huấn luyện viên: Ives Serneels
| Số | VT | Cầu thủ               | Ngày sinh (tuổi)            | Trận | Bàn | Câu lạc bộ     |
| -- | -- | --------------------- | --------------------------- | ---- | --- | -------------- |
| 1  | TM | Justien Odeurs        | 13 tháng 5, 1997 (20 tuổi)  | 22   | 0   | Jena           |
| 2  | HV | Davina Philtjens      | 26 tháng 2, 1989 (28 tuổi)  | 57   | 7   | Ajax           |
| 3  | HV | Heleen Jaques         | 20 tháng 4, 1988 (29 tuổi)  | 77   | 1   | Anderlecht     |
| 4  | HV | Maud Coutereels       | 21 tháng 5, 1986 (31 tuổi)  | 69   | 9   | Lille          |
| 5  | HV | Lorca Van De Putte    | 3 tháng 4, 1988 (29 tuổi)   | 55   | 2   | Kristianstad   |
| 6  | TV | Tine De Caigny        | 9 tháng 6, 1997 (20 tuổi)   | 30   | 7   | Anderlecht     |
| 7  | TV | Elke Van Gorp         | 12 tháng 5, 1995 (22 tuổi)  | 20   | 6   | Anderlecht     |
| 8  | TV | Lenie Onzia           | 30 tháng 5, 1989 (28 tuổi)  | 34   | 4   | Twente         |
| 9  | TĐ | Tessa Wullaert        | 19 tháng 3, 1993 (24 tuổi)  | 59   | 32  | Wolfsburg      |
| 10 | TĐ | Aline Zeler (c)       | 2 tháng 6, 1983 (34 tuổi)   | 94   | 28  | Anderlecht     |
| 11 | TĐ | Janice Cayman         | 12 tháng 10, 1988 (28 tuổi) | 69   | 20  | Montpellier    |
| 12 | TM | Diede Lemey           | 7 tháng 10, 1996 (20 tuổi)  | 4    | 0   | Anderlecht     |
| 13 | TV | Sara Yuceil           | 22 tháng 6, 1988 (29 tuổi)  | 21   | 2   | PSV Eindhoven  |
| 14 | TĐ | Davinia Vanmechelen   | 30 tháng 8, 1999 (17 tuổi)  | 11   | 3   | Gent           |
| 15 | TĐ | Yana Daniels          | 8 tháng 5, 1992 (25 tuổi)   | 27   | 4   | Bristol City   |
| 16 | TV | Nicky Van Den Abbeele | 21 tháng 2, 1994 (23 tuổi)  | 29   | 0   | Anderlecht     |
| 17 | TĐ | Jana Coryn            | 26 tháng 6, 1992 (25 tuổi)  | 20   | 1   | Lille          |
| 18 | TV | Laura De Neve         | 9 tháng 10, 1994 (22 tuổi)  | 12   | 0   | Anderlecht     |
| 19 | HV | Imke Courtois         | 14 tháng 3, 1988 (29 tuổi)  | 21   | 0   | Standard Liège |
| 20 | TV | Julie Biesmans        | 4 tháng 5, 1994 (23 tuổi)   | 47   | 2   | Standard Liège |
| 21 | TM | Nicky Evrard          | 26 tháng 5, 1995 (22 tuổi)  | 16   | 0   | Twente         |
| 22 | HV | Laura Deloose         | 19 tháng 6, 1993 (24 tuổi)  | 19   | 2   | Anderlecht     |
| 23 | HV | Elien Van Wynendaele  | 19 tháng 2, 1995 (22 tuổi)  | 19   | 1   | Gent           |

### Đan Mạch
Đội hình được công bố vào ngày 19 tháng 6 năm 2017.
Huấn luyện viên: Nils Nielsen
| Số | VT | Cầu thủ                    | Ngày sinh (tuổi)            | Trận | Bàn | Câu lạc bộ           |
| -- | -- | -------------------------- | --------------------------- | ---- | --- | -------------------- |
| 1  | TM | Stina Lykke Petersen       | 9 tháng 2, 1986 (31 tuổi)   | 66   | 0   | Kolding              |
| 2  | HV | Line Røddik Hansen         | 31 tháng 1, 1988 (29 tuổi)  | 126  | 13  | Barcelona            |
| 3  | HV | Janni Arnth Jensen         | 15 tháng 10, 1986 (30 tuổi) | 75   | 1   | Linköping            |
| 4  | TV | Maja Kildemoes             | 15 tháng 8, 1996 (20 tuổi)  | 17   | 1   | Linköping            |
| 5  | HV | Simone Boye Sørensen       | 3 tháng 3, 1992 (25 tuổi)   | 41   | 4   | Rosengård            |
| 6  | TV | Nanna Christiansen         | 17 tháng 6, 1989 (28 tuổi)  | 78   | 6   | Brøndby              |
| 7  | TV | Sanne Troelsgaard Nielsen  | 15 tháng 8, 1988 (28 tuổi)  | 111  | 37  | Rosengård            |
| 8  | HV | Theresa Nielsen            | 20 tháng 7, 1986 (30 tuổi)  | 109  | 3   | Vålerenga            |
| 9  | TĐ | Nadia Nadim                | 2 tháng 1, 1988 (29 tuổi)   | 67   | 19  | Portland Thorns      |
| 10 | TĐ | Pernille Harder (c)        | 15 tháng 11, 1992 (24 tuổi) | 86   | 46  | Wolfsburg            |
| 11 | TV | Katrine Veje               | 19 tháng 6, 1991 (26 tuổi)  | 96   | 8   | Montpellier          |
| 12 | TĐ | Stine Larsen               | 24 tháng 1, 1996 (21 tuổi)  | 23   | 7   | Brøndby              |
| 13 | TV | Sofie Junge Pedersen       | 24 tháng 4, 1992 (25 tuổi)  | 43   | 4   | Rosengård            |
| 14 | TĐ | Nicoline Sørensen          | 15 tháng 8, 1997 (19 tuổi)  | 8    | 1   | Linköping            |
| 15 | HV | Frederikke Thøgersen       | 24 tháng 7, 1995 (21 tuổi)  | 25   | 0   | Fortuna Hjørring     |
| 16 | TM | Maria Lindblad Christensen | 3 tháng 7, 1995 (22 tuổi)   | 1    | 0   | Fortuna Hjørring     |
| 17 | TV | Line Jensen                | 23 tháng 8, 1991 (25 tuổi)  | 61   | 2   | Washington Spirit    |
| 18 | HV | Mie Leth Jans              | 6 tháng 2, 1994 (23 tuổi)   | 19   | 0   | Manchester City      |
| 19 | HV | Cecilie Sandvej            | 13 tháng 6, 1990 (27 tuổi)  | 26   | 1   | Frankfurt            |
| 20 | HV | Stine Ballisager Pedersen  | 3 tháng 1, 1994 (23 tuổi)   | 2    | 0   | Skovbakken           |
| 21 | TV | Sarah Dyrehauge Hansen     | 14 tháng 9, 1996 (20 tuổi)  | 9    | 2   | Fortuna Hjørring     |
| 22 | TM | Line Geltzer Johansen      | 26 tháng 7, 1989 (27 tuổi)  | 3    | 0   | Kopparbergs/Göteborg |
| 23 | HV | Luna Gevitz                | 3 tháng 3, 1994 (23 tuổi)   | 10   | 0   | Fortuna Hjørring     |

### Hà Lan
Đội hình được công bố vào ngày 14 tháng 6 năm 2017.
Huấn luyện viên: Sarina Wiegman
| Số | VT | Cầu thủ                | Ngày sinh (tuổi)            | Trận | Bàn | Câu lạc bộ          |
| -- | -- | ---------------------- | --------------------------- | ---- | --- | ------------------- |
| 1  | TM | Sari van Veenendaal    | 3 tháng 4, 1990 (27 tuổi)   | 32   | 0   | Arsenal             |
| 2  | HV | Desiree van Lunteren   | 30 tháng 12, 1992 (24 tuổi) | 46   | 0   | Ajax                |
| 3  | HV | Stefanie van der Gragt | 16 tháng 8, 1992 (24 tuổi)  | 37   | 3   | Ajax                |
| 4  | HV | Mandy van den Berg (c) | 26 tháng 8, 1990 (26 tuổi)  | 86   | 6   | Reading             |
| 5  | HV | Kika van Es            | 11 tháng 10, 1991 (25 tuổi) | 37   | 0   | Twente              |
| 6  | HV | Anouk Dekker           | 15 tháng 11, 1986 (30 tuổi) | 61   | 6   | Montpellier         |
| 7  | TĐ | Shanice van de Sanden  | 2 tháng 10, 1992 (24 tuổi)  | 40   | 9   | Liverpool           |
| 8  | TV | Sherida Spitse         | 29 tháng 5, 1990 (27 tuổi)  | 132  | 20  | Twente              |
| 9  | TĐ | Vivianne Miedema       | 15 tháng 7, 1996 (21 tuổi)  | 51   | 41  | Arsenal             |
| 10 | TV | Daniëlle van de Donk   | 5 tháng 8, 1991 (25 tuổi)   | 65   | 10  | Arsenal             |
| 11 | TV | Lieke Martens          | 16 tháng 12, 1992 (24 tuổi) | 74   | 30  | Barcelona           |
| 12 | TV | Jill Roord             | 22 tháng 4, 1997 (20 tuổi)  | 16   | 3   | Bayern München      |
| 13 | TĐ | Renate Jansen          | 7 tháng 12, 1990 (26 tuổi)  | 15   | 3   | Twente              |
| 14 | TV | Jackie Groenen         | 17 tháng 12, 1994 (22 tuổi) | 19   | 1   | Frankfurt           |
| 15 | TV | Sisca Folkertsma       | 21 tháng 5, 1997 (20 tuổi)  | 7    | 0   | Ajax                |
| 16 | TM | Angela Christ          | 6 tháng 3, 1989 (28 tuổi)   | 16   | 0   | PSV Eindhoven       |
| 17 | HV | Kelly Zeeman           | 19 tháng 11, 1993 (23 tuổi) | 18   | 0   | Ajax                |
| 18 | TĐ | Vanity Lewerissa       | 1 tháng 4, 1991 (26 tuổi)   | 9    | 0   | PSV Eindhoven       |
| 19 | TV | Sheila van den Bulk    | 6 tháng 4, 1989 (28 tuổi)   | 4    | 0   | Djurgården          |
| 20 | HV | Dominique Janssen      | 17 tháng 1, 1995 (22 tuổi)  | 22   | 0   | Arsenal             |
| 21 | TĐ | Lineth Beerensteyn     | 11 tháng 10, 1996 (20 tuổi) | 14   | 3   | Bayern München      |
| 22 | HV | Liza van der Most      | 8 tháng 10, 1993 (23 tuổi)  | 6    | 0   | Ajax                |
| 23 | TM | Loes Geurts            | 12 tháng 1, 1986 (31 tuổi)  | 117  | 0   | Paris Saint-Germain |

### Na Uy
Đội hình được công bố vào ngày 28 tháng 6 năm 2017.
Huấn luyện viên: Martin Sjögren
| Số | VT | Cầu thủ                    | Ngày sinh (tuổi)            | Trận | Bàn | Câu lạc bộ        |
| -- | -- | -------------------------- | --------------------------- | ---- | --- | ----------------- |
| 1  | TM | Ingrid Hjelmseth           | 10 tháng 4, 1980 (37 tuổi)  | 112  | 0   | Stabæk            |
| 2  | TV | Ingrid Moe Wold            | 29 tháng 1, 1990 (27 tuổi)  | 38   | 3   | Lillestrøm        |
| 3  | HV | Maria Thorisdottir         | 5 tháng 6, 1993 (24 tuổi)   | 14   | 0   | Klepp             |
| 4  | TV | Guro Reiten                | 26 tháng 7, 1994 (22 tuổi)  | 14   | 1   | Lillestrøm        |
| 5  | TV | Tuva Hansen                | 4 tháng 8, 1997 (19 tuổi)   | 2    | 0   | Klepp             |
| 6  | TV | Maren Mjelde (c)           | 6 tháng 11, 1989 (27 tuổi)  | 116  | 17  | Chelsea           |
| 7  | TV | Ingrid Schjelderup         | 21 tháng 12, 1987 (29 tuổi) | 16   | 0   | Eskilstuna United |
| 8  | TV | Andrine Hegerberg          | 6 tháng 6, 1993 (24 tuổi)   | 24   | 1   | Birmingham City   |
| 9  | TĐ | Elise Thorsnes             | 14 tháng 8, 1988 (28 tuổi)  | 105  | 16  | Avaldsnes         |
| 10 | TĐ | Caroline Graham Hansen     | 18 tháng 2, 1995 (22 tuổi)  | 48   | 15  | Wolfsburg         |
| 11 | HV | Nora Holstad Berge         | 26 tháng 3, 1987 (30 tuổi)  | 66   | 2   | Bayern München    |
| 12 | TM | Cecilie Fiskerstrand       | 20 tháng 3, 1996 (21 tuổi)  | 14   | 0   | Lillestrøm        |
| 13 | HV | Stine Pettersen Reinås     | 15 tháng 7, 1994 (23 tuổi)  | 5    | 1   | Stabæk            |
| 14 | TĐ | Ada Hegerberg              | 10 tháng 7, 1995 (22 tuổi)  | 63   | 38  | Lyon              |
| 15 | TĐ | Lisa-Marie Karlseng Utland | 19 tháng 9, 1992 (24 tuổi)  | 20   | 2   | Røa               |
| 16 | HV | Anja Sønstevold            | 21 tháng 6, 1992 (25 tuổi)  | 12   | 0   | Lillestrøm        |
| 17 | TV | Kristine Minde             | 8 tháng 8, 1992 (24 tuổi)   | 76   | 9   | Linköping         |
| 18 | HV | Frida Leonhardsen Maanum   | 16 tháng 7, 1999 (18 tuổi)  | 1    | 0   | Stabæk            |
| 19 | TV | Ingvild Isaksen            | 10 tháng 2, 1989 (28 tuổi)  | 59   | 3   | Stabæk            |
| 20 | TĐ | Emilie Haavi               | 16 tháng 6, 1992 (25 tuổi)  | 61   | 15  | Boston Breakers   |
| 21 | HV | Kristine Bjørdal Leine     | 6 tháng 8, 1996 (20 tuổi)   | 0    | 0   | Røa               |
| 22 | TV | Ingrid Marie Spord         | 12 tháng 7, 1994 (23 tuổi)  | 7    | 0   | Lillestrøm        |
| 23 | TM | Oda Maria Hove Bogstad     | 24 tháng 4, 1996 (21 tuổi)  | 0    | 0   | Klepp             |

## Bảng B

### Đức
Đội hình sơ bộ 29 người được công bố vào ngày 10 tháng 5 năm 2017. Đội hình cuối cùng được chốt lại vào ngày 30 tháng 6 năm 2017.
Huấn luyện viên: Steffi Jones
| Số | VT | Cầu thủ                | Ngày sinh (tuổi)            | Trận | Bàn | Câu lạc bộ      |
| -- | -- | ---------------------- | --------------------------- | ---- | --- | --------------- |
| 1  | TM | Almuth Schult          | 9 tháng 2, 1991 (26 tuổi)   | 42   | 0   | Wolfsburg       |
| 2  | HV | Josephine Henning      | 8 tháng 9, 1989 (27 tuổi)   | 40   | 1   | Lyon            |
| 3  | HV | Kathrin Hendrich       | 6 tháng 4, 1992 (25 tuổi)   | 15   | 1   | Frankfurt       |
| 4  | HV | Leonie Maier           | 29 tháng 9, 1992 (24 tuổi)  | 54   | 8   | Bayern München  |
| 5  | HV | Babett Peter           | 12 tháng 5, 1988 (29 tuổi)  | 107  | 5   | Wolfsburg       |
| 6  | HV | Kristin Demann         | 7 tháng 4, 1993 (24 tuổi)   | 10   | 0   | Bayern München  |
| 7  | HV | Carolin Simon          | 24 tháng 11, 1992 (24 tuổi) | 3    | 0   | Freiburg        |
| 8  | TV | Lena Goeßling          | 8 tháng 3, 1986 (31 tuổi)   | 93   | 10  | Wolfsburg       |
| 9  | TĐ | Mandy Islacker         | 8 tháng 8, 1988 (28 tuổi)   | 15   | 5   | Bayern München  |
| 10 | TV | Dzsenifer Marozsán (c) | 18 tháng 4, 1992 (25 tuổi)  | 74   | 30  | Lyon            |
| 11 | TĐ | Anja Mittag            | 16 tháng 5, 1985 (32 tuổi)  | 154  | 50  | Rosengård       |
| 12 | TM | Laura Benkarth         | 14 tháng 10, 1992 (24 tuổi) | 5    | 0   | Freiburg        |
| 13 | TV | Sara Däbritz           | 15 tháng 2, 1995 (22 tuổi)  | 42   | 8   | Bayern München  |
| 14 | HV | Anna Blässe            | 27 tháng 2, 1987 (30 tuổi)  | 18   | 0   | Wolfsburg       |
| 15 | TV | Sara Doorsoun          | 17 tháng 11, 1991 (25 tuổi) | 8    | 0   | Essen           |
| 16 | TV | Linda Dallmann         | 2 tháng 9, 1994 (22 tuổi)   | 5    | 2   | Essen           |
| 17 | HV | Isabel Kerschowski     | 22 tháng 1, 1988 (29 tuổi)  | 19   | 3   | Wolfsburg       |
| 18 | TĐ | Lena Petermann         | 5 tháng 2, 1994 (23 tuổi)   | 12   | 4   | Freiburg        |
| 19 | TĐ | Svenja Huth            | 25 tháng 1, 1991 (26 tuổi)  | 27   | 0   | Turbine Potsdam |
| 20 | TV | Lina Magull            | 15 tháng 8, 1994 (22 tuổi)  | 11   | 2   | Freiburg        |
| 21 | TM | Lisa Weiß              | 29 tháng 10, 1987 (29 tuổi) | 4    | 0   | Essen           |
| 22 | TV | Tabea Kemme            | 14 tháng 12, 1991 (25 tuổi) | 39   | 2   | Turbine Potsdam |
| 23 | TĐ | Hasret Kayikçi         | 6 tháng 11, 1991 (25 tuổi)  | 4    | 1   | Freiburg        |

### Ý
Đội hình sơ bộ 30 người được công bố vào ngày 19 tháng 6 năm 2017. Đội hình được chốt lại vào ngày 5 tháng 7 năm 2017.
Huấn luyện viên: Antonio Cabrini
| Số | VT | Cầu thủ                | Ngày sinh (tuổi)            | Trận | Bàn | Câu lạc bộ   |
| -- | -- | ---------------------- | --------------------------- | ---- | --- | ------------ |
| 1  | TM | Laura Giuliani         | 5 tháng 6, 1993 (24 tuổi)   | 23   | 0   | Freiburg     |
| 2  | HV | Cecilia Salvai         | 2 tháng 12, 1993 (23 tuổi)  | 30   | 1   | Brescia      |
| 3  | HV | Sara Gama              | 27 tháng 3, 1989 (28 tuổi)  | 23   | 1   | Brescia      |
| 4  | TV | Daniela Stracchi       | 2 tháng 9, 1983 (33 tuổi)   | 48   | 2   | Mozzanica    |
| 5  | HV | Elena Linari           | 15 tháng 4, 1994 (23 tuổi)  | 49   | 0   | Fiorentina   |
| 6  | TĐ | Sandy Iannella         | 6 tháng 4, 1987 (30 tuổi)   | 32   | 1   | Cuneo        |
| 7  | HV | Alia Guagni            | 1 tháng 10, 1987 (29 tuổi)  | 37   | 5   | Fiorentina   |
| 8  | TĐ | Melania Gabbiadini (c) | 28 tháng 8, 1983 (33 tuổi)  | 88   | 39  | Verona       |
| 9  | TĐ | Ilaria Mauro           | 22 tháng 5, 1988 (29 tuổi)  | 24   | 8   | Fiorentina   |
| 10 | TV | Martina Rosucci        | 9 tháng 5, 1992 (25 tuổi)   | 43   | 3   | Brescia      |
| 11 | TV | Barbara Bonansea       | 13 tháng 6, 1991 (26 tuổi)  | 37   | 14  | Brescia      |
| 12 | TM | Chiara Marchitelli     | 4 tháng 5, 1985 (32 tuổi)   | 15   | 0   | Brescia      |
| 13 | HV | Elisa Bartoli          | 7 tháng 5, 1991 (26 tuổi)   | 35   | 1   | Fiorentina   |
| 14 | HV | Linda Tucceri          | 4 tháng 4, 1991 (26 tuổi)   | 11   | 0   | San Zaccaria |
| 15 | TV | Laura Fusetti          | 8 tháng 10, 1990 (26 tuổi)  | 0    | 0   | Como         |
| 16 | TV | Manuela Giugliano      | 18 tháng 8, 1997 (19 tuổi)  | 8    | 2   | Verona       |
| 17 | HV | Federica Di Criscio    | 12 tháng 5, 1993 (24 tuổi)  | 32   | 0   | Verona       |
| 18 | TĐ | Daniela Sabatino       | 26 tháng 6, 1985 (32 tuổi)  | 33   | 12  | Brescia      |
| 19 | TV | Aurora Galli           | 13 tháng 12, 1996 (20 tuổi) | 28   | 3   | Verona       |
| 20 | TV | Valentina Cernoia      | 22 tháng 6, 1991 (26 tuổi)  | 29   | 6   | Brescia      |
| 21 | TV | Marta Carissimi        | 3 tháng 5, 1987 (30 tuổi)   | 32   | 2   | Fiorentina   |
| 22 | TM | Katja Schroffenegger   | 28 tháng 4, 1991 (26 tuổi)  | 15   | 0   | Unterland    |
| 23 | TĐ | Cristiana Girelli      | 23 tháng 4, 1990 (27 tuổi)  | 37   | 14  | Brescia      |

### Nga
Đội hình được công bố vào ngày 29 tháng 6 năm 2017.
Huấn luyện viên: Elena Fomina
| Số | VT | Cầu thủ                 | Ngày sinh (tuổi)            | Trận | Bàn | Câu lạc bộ        |
| -- | -- | ----------------------- | --------------------------- | ---- | --- | ----------------- |
| 1  | TM | Tatyana Schherbak       | 22 tháng 10, 1997 (19 tuổi) | 3    | 0   | Kubanochka        |
| 2  | TV | Natalya Solodkaya       | 4 tháng 4, 1995 (22 tuổi)   | 0    | 0   | Kubanochka        |
| 3  | HV | Anna Kozhnikova (c)     | 10 tháng 7, 1987 (30 tuổi)  | 71   | 5   | CSKA Moskva       |
| 4  | TV | Tatyana Sheykina        | 14 tháng 11, 1991 (25 tuổi) | 13   | 0   | Ryazan VDV        |
| 5  | HV | Viktoriya Shkoda        | 21 tháng 12, 1999 (17 tuổi) | 0    | 0   | Kubanochka        |
| 6  | TĐ | Nadezhda Karpova        | 9 tháng 3, 1995 (22 tuổi)   | 12   | 4   | Chertanovo Moskva |
| 7  | TV | Anastasia Pozdeeva      | 12 tháng 6, 1993 (24 tuổi)  | 16   | 0   | Zvezda-2005       |
| 8  | HV | Daria Makarenko         | 7 tháng 3, 1992 (25 tuổi)   | 49   | 3   | Ryazan VDV        |
| 9  | TV | Anna Cholovyaga         | 8 tháng 5, 1992 (25 tuổi)   | 47   | 4   | CSKA Moskva       |
| 10 | TV | Nadezhda Smirnova       | 22 tháng 2, 1996 (21 tuổi)  | 5    | 0   | CSKA Moskva       |
| 11 | TĐ | Ekaterina Sochneva      | 12 tháng 8, 1985 (31 tuổi)  | 87   | 21  | CSKA Moskva       |
| 12 | TM | Alena Belyaeva          | 13 tháng 2, 1992 (25 tuổi)  | 6    | 0   | Chertanovo Moskva |
| 13 | HV | Anna Belomyttseva       | 24 tháng 11, 1996 (20 tuổi) | 5    | 0   | Ryazan VDV        |
| 14 | HV | Nasiba Gasanova         | 15 tháng 12, 1994 (22 tuổi) | 0    | 0   | Kubanochka        |
| 15 | TĐ | Elena Danilova          | 17 tháng 6, 1987 (30 tuổi)  | 33   | 11  | Ryazan VDV        |
| 16 | TĐ | Marina Fedorova         | 10 tháng 5, 1997 (20 tuổi)  | 4    | 0   | Ryazan VDV        |
| 17 | TĐ | Ekaterina Pantyukhina   | 9 tháng 4, 1993 (24 tuổi)   | 38   | 12  | Zvezda-2005       |
| 18 | TV | Elvira Ziyastinova      | 13 tháng 2, 1991 (26 tuổi)  | 19   | 0   | CSKA Moskva       |
| 19 | HV | Ekaterina Morozova      | 26 tháng 3, 1991 (26 tuổi)  | 3    | 0   | Chertanovo Moskva |
| 20 | TV | Margarita Chernomyrdina | 6 tháng 3, 1996 (21 tuổi)   | 24   | 2   | Chertanovo Moskva |
| 21 | TM | Yulia Grichenko         | 10 tháng 3, 1990 (27 tuổi)  | 14   | 0   | Rossiyanka        |
| 22 | TĐ | Marina Kiskonen         | 19 tháng 3, 1994 (23 tuổi)  | 0    | 0   | Chertanovo Moskva |
| 23 | TV | Elena Morozova          | 15 tháng 3, 1987 (30 tuổi)  | 91   | 19  | Kubanochka        |

### Thụy Điển
Đội hình được công bố vào ngày 20 tháng 6 năm 2017.
Huấn luyện viên: Pia Sundhage
| Số | VT | Cầu thủ            | Ngày sinh (tuổi)            | Trận | Bàn | Câu lạc bộ           |
| -- | -- | ------------------ | --------------------------- | ---- | --- | -------------------- |
| 1  | TM | Hedvig Lindahl     | 29 tháng 4, 1983 (34 tuổi)  | 138  | 0   | Chelsea              |
| 2  | TV | Jonna Andersson    | 2 tháng 1, 1993 (24 tuổi)   | 18   | 0   | Linköping            |
| 3  | HV | Linda Sembrant     | 15 tháng 5, 1987 (30 tuổi)  | 85   | 8   | Montpellier          |
| 4  | HV | Emma Berglund      | 19 tháng 12, 1988 (28 tuổi) | 54   | 1   | Paris Saint-Germain  |
| 5  | HV | Nilla Fischer      | 2 tháng 8, 1984 (32 tuổi)   | 160  | 22  | Wolfsburg            |
| 6  | HV | Magdalena Eriksson | 8 tháng 9, 1993 (23 tuổi)   | 26   | 4   | Chelsea              |
| 7  | TV | Lisa Dahlkvist     | 6 tháng 2, 1987 (30 tuổi)   | 130  | 11  | Örebro               |
| 8  | TĐ | Lotta Schelin      | 27 tháng 2, 1984 (33 tuổi)  | 181  | 86  | Rosengård            |
| 9  | TV | Kosovare Asllani   | 29 tháng 7, 1989 (27 tuổi)  | 102  | 27  | Manchester City      |
| 10 | TV | Julia Spetsmark    | 30 tháng 6, 1989 (28 tuổi)  | 2    | 0   | Örebro               |
| 11 | TĐ | Stina Blackstenius | 5 tháng 2, 1996 (21 tuổi)   | 23   | 3   | Montpellier          |
| 12 | TM | Hilda Carlén       | 13 tháng 8, 1991 (25 tuổi)  | 7    | 0   | Piteå                |
| 13 | TV | Josefin Johansson  | 17 tháng 3, 1988 (29 tuổi)  | 9    | 0   | Piteå                |
| 14 | TV | Hanna Folkesson    | 15 tháng 6, 1988 (29 tuổi)  | 34   | 0   | Rosengård            |
| 15 | HV | Jessica Samuelsson | 30 tháng 1, 1992 (25 tuổi)  | 50   | 0   | Linköping            |
| 16 | HV | Hanna Glas         | 17 tháng 9, 1992 (24 tuổi)  | 6    | 0   | Eskilstuna United    |
| 17 | TV | Caroline Seger (c) | 19 tháng 3, 1985 (32 tuổi)  | 171  | 24  | Lyon                 |
| 18 | TĐ | Fridolina Rolfö    | 24 tháng 11, 1993 (23 tuổi) | 21   | 5   | Bayern München       |
| 19 | TĐ | Pauline Hammarlund | 7 tháng 5, 1994 (23 tuổi)   | 17   | 4   | Kopparbergs/Göteborg |
| 20 | TĐ | Mimmi Larsson      | 9 tháng 4, 1994 (23 tuổi)   | 5    | 1   | Eskilstuna United    |
| 21 | TM | Emelie Lundberg    | 10 tháng 3, 1993 (24 tuổi)  | 0    | 0   | Eskilstuna United    |
| 22 | TĐ | Olivia Schough     | 11 tháng 3, 1991 (26 tuổi)  | 55   | 8   | Eskilstuna United    |
| 23 | TV | Elin Rubensson     | 11 tháng 5, 1993 (24 tuổi)  | 43   | 0   | Kopparbergs/Göteborg |

## Bảng C

### Áo
Đội hình được công bố vào ngày 1 tháng 7 năm 2017.
Huấn luyện viên: Dominik Thalhammer
| Số | VT | Cầu thủ                   | Ngày sinh (tuổi)            | Trận | Bàn | Câu lạc bộ      |
| -- | -- | ------------------------- | --------------------------- | ---- | --- | --------------- |
| 1  | TM | Manuela Zinsberger        | 19 tháng 10, 1995 (21 tuổi) | 29   | 0   | Bayern München  |
| 2  | HV | Marina Georgieva          | 13 tháng 4, 1997 (20 tuổi)  | 6    | 0   | Turbine Potsdam |
| 3  | HV | Katharina Naschenweng     | 16 tháng 12, 1997 (19 tuổi) | 0    | 0   | Sturm Graz      |
| 4  | TĐ | Viktoria Pinther          | 16 tháng 10, 1998 (18 tuổi) | 0    | 0   | St. Pölten      |
| 5  | HV | Sophie Maierhofer         | 9 tháng 8, 1996 (20 tuổi)   | 12   | 1   | Kansas Jayhawks |
| 6  | TV | Katharina Schiechtl       | 27 tháng 2, 1993 (24 tuổi)  | 10   | 2   | Werder Bremen   |
| 7  | HV | Carina Wenninger          | 6 tháng 2, 1991 (26 tuổi)   | 62   | 3   | Bayern München  |
| 8  | TV | Nadine Prohaska           | 15 tháng 8, 1990 (26 tuổi)  | 68   | 7   | St. Pölten      |
| 9  | TĐ | Sarah Zadrazil            | 19 tháng 2, 1993 (24 tuổi)  | 13   | 1   | Turbine Potsdam |
| 10 | TĐ | Nina Burger               | 27 tháng 12, 1987 (29 tuổi) | 80   | 46  | Sand            |
| 11 | HV | Viktoria Schnaderbeck (c) | 4 tháng 1, 1991 (26 tuổi)   | 48   | 2   | Bayern München  |
| 12 | TĐ | Stefanie Enzinger         | 20 tháng 11, 1989 (27 tuổi) | 7    | 0   | Sturm Graz      |
| 13 | HV | Virginia Kirchberger      | 25 tháng 5, 1993 (24 tuổi)  | 31   | 1   | Duisburg        |
| 14 | TV | Barbara Dunst             | 25 tháng 9, 1997 (19 tuổi)  | 7    | 0   | Duisburg        |
| 15 | TĐ | Nicole Billa              | 5 tháng 3, 1996 (21 tuổi)   | 23   | 9   | Hoffenheim      |
| 16 | TV | Jasmin Eder               | 8 tháng 10, 1992 (24 tuổi)  | 25   | 0   | St. Pölten      |
| 17 | TV | Sarah Puntigam            | 13 tháng 10, 1992 (24 tuổi) | 68   | 10  | Freiburg        |
| 18 | TV | Laura Feiersinger         | 5 tháng 4, 1993 (24 tuổi)   | 44   | 8   | Sand            |
| 19 | HV | Verena Aschauer           | 20 tháng 1, 1994 (23 tuổi)  | 18   | 3   | Sand            |
| 20 | TĐ | Lisa Makas                | 11 tháng 5, 1992 (25 tuổi)  | 45   | 18  | Duisburg        |
| 21 | TM | Jasmin Pfeiler            | 28 tháng 7, 1984 (32 tuổi)  | 18   | 0   | Altenmarkt      |
| 22 | TV | Jennifer Klein            | 11 tháng 1, 1999 (18 tuổi)  | 0    | 0   | Neulengbach     |
| 23 | TM | Carolin Grössinger        | 10 tháng 5, 1997 (20 tuổi)  | 0    | 0   | Bergheim        |

### Pháp
Đội hình được công bố vào ngày 30 tháng 5 năm 2017.
Huấn luyện viên: Olivier Echouafni
| Số | VT | Cầu thủ             | Ngày sinh (tuổi)            | Trận | Bàn | Câu lạc bộ          |
| -- | -- | ------------------- | --------------------------- | ---- | --- | ------------------- |
| 1  | TM | Laëtitia Philippe   | 30 tháng 4, 1991 (26 tuổi)  | 4    | 0   | Montpellier         |
| 2  | HV | Eve Perisset        | 24 tháng 12, 1994 (22 tuổi) | 7    | 0   | Paris Saint-Germain |
| 3  | HV | Wendie Renard (c)   | 20 tháng 7, 1990 (26 tuổi)  | 91   | 19  | Lyon                |
| 4  | HV | Laura Georges       | 20 tháng 8, 1984 (32 tuổi)  | 179  | 6   | Paris Saint-Germain |
| 5  | TV | Sandie Toletti      | 13 tháng 7, 1995 (22 tuổi)  | 12   | 0   | Montpellier         |
| 6  | TV | Amandine Henry      | 28 tháng 9, 1989 (27 tuổi)  | 61   | 6   | Portland Thorns     |
| 7  | TĐ | Clarisse Le Bihan   | 14 tháng 12, 1994 (22 tuổi) | 14   | 4   | Montpellier         |
| 8  | HV | Jessica Houara      | 29 tháng 9, 1987 (29 tuổi)  | 60   | 3   | Lyon                |
| 9  | TĐ | Eugénie Le Sommer   | 18 tháng 5, 1989 (28 tuổi)  | 137  | 60  | Lyon                |
| 10 | TV | Camille Abily       | 5 tháng 12, 1984 (32 tuổi)  | 179  | 36  | Lyon                |
| 11 | TV | Claire Lavogez      | 18 tháng 6, 1994 (23 tuổi)  | 33   | 3   | Lyon                |
| 12 | TĐ | Elodie Thomis       | 13 tháng 8, 1986 (30 tuổi)  | 139  | 32  | Lyon                |
| 13 | TĐ | Camille Catala      | 6 tháng 5, 1991 (26 tuổi)   | 28   | 3   | Paris FC            |
| 14 | HV | Aissatou Tounkara   | 16 tháng 3, 1995 (22 tuổi)  | 4    | 0   | Paris FC            |
| 15 | TV | Élise Bussaglia     | 24 tháng 9, 1985 (31 tuổi)  | 172  | 28  | Barcelona           |
| 16 | TM | Sarah Bouhaddi      | 17 tháng 10, 1986 (30 tuổi) | 120  | 0   | Lyon                |
| 17 | TV | Gaëtane Thiney      | 28 tháng 10, 1985 (31 tuổi) | 138  | 55  | Paris FC            |
| 18 | TĐ | Marie-Laure Delie   | 29 tháng 1, 1988 (29 tuổi)  | 117  | 65  | Paris Saint-Germain |
| 19 | HV | Griedge Mbock Bathy | 26 tháng 2, 1995 (22 tuổi)  | 30   | 2   | Lyon                |
| 20 | TĐ | Kadidiatou Diani    | 1 tháng 4, 1995 (22 tuổi)   | 25   | 2   | Paris Saint-Germain |
| 21 | TM | Méline Gérard       | 30 tháng 5, 1990 (27 tuổi)  | 11   | 0   | Montpellier         |
| 22 | HV | Sakina Karchaoui    | 26 tháng 1, 1996 (21 tuổi)  | 11   | 0   | Montpellier         |
| 23 | TV | Onema Geyoro        | 2 tháng 7, 1997 (20 tuổi)   | 5    | 0   | Paris Saint-Germain |

### Iceland
Đội hình được công bố vào ngày 22 tháng 6 năm 2017.
Huấn luyện viên: Freyr Alexandersson
| Số | VT | Cầu thủ                       | Ngày sinh (tuổi)            | Trận | Bàn | Câu lạc bộ       |
| -- | -- | ----------------------------- | --------------------------- | ---- | --- | ---------------- |
| 1  | TM | Guðbjörg Gunnarsdóttir        | 18 tháng 5, 1985 (32 tuổi)  | 51   | 0   | Djurgården       |
| 2  | HV | Sif Atladóttir                | 15 tháng 7, 1985 (32 tuổi)  | 63   | 0   | Kristianstad     |
| 3  | HV | Ingibjörg Sigurðardóttir      | 7 tháng 10, 1997 (19 tuổi)  | 2    | 0   | Breiðablik       |
| 4  | HV | Glódís Perla Viggósdóttir     | 27 tháng 6, 1995 (22 tuổi)  | 54   | 2   | Rosengård        |
| 5  | TV | Gunnhildur Yrsa Jónsdóttir    | 28 tháng 9, 1988 (28 tuổi)  | 42   | 5   | Vålerenga        |
| 6  | TĐ | Hólmfríður Magnúsdóttir       | 20 tháng 9, 1984 (32 tuổi)  | 110  | 37  | KR Reykjavík     |
| 7  | TV | Sara Björk Gunnarsdóttir (c)  | 29 tháng 9, 1990 (26 tuổi)  | 106  | 18  | Wolfsburg        |
| 8  | TV | Sigríður Lára Garðarsdóttir   | 11 tháng 3, 1994 (23 tuổi)  | 8    | 0   | Vestmannaeyjar   |
| 9  | TV | Katrín Ásbjörnsdóttir         | 11 tháng 12, 1992 (24 tuổi) | 13   | 1   | Stjarnan         |
| 10 | TV | Dagný Brynjarsdóttir          | 10 tháng 8, 1991 (25 tuổi)  | 70   | 19  | Portland Thorns  |
| 11 | HV | Hallbera Guðný Gísladóttir    | 14 tháng 9, 1986 (30 tuổi)  | 84   | 3   | Djurgården       |
| 12 | TM | Sandra Sigurðardóttir         | 2 tháng 10, 1986 (30 tuổi)  | 16   | 0   | Valur            |
| 13 | TM | Sonný Lára Þráinsdóttir       | 9 tháng 12, 1986 (30 tuổi)  | 3    | 0   | Breiðablik       |
| 14 | HV | Málfríður Erna Sigurðardóttir | 30 tháng 5, 1984 (33 tuổi)  | 33   | 2   | Valur            |
| 15 | TĐ | Elín Metta Jensen             | 1 tháng 3, 1995 (22 tuổi)   | 28   | 5   | Valur            |
| 16 | TĐ | Harpa Þorsteinsdóttir         | 27 tháng 6, 1986 (31 tuổi)  | 61   | 18  | Stjarnan         |
| 17 | TV | Agla María Albertsdóttir      | 5 tháng 8, 1999 (17 tuổi)   | 4    | 0   | Stjarnan         |
| 18 | TV | Sandra Jessen                 | 18 tháng 1, 1995 (22 tuổi)  | 18   | 6   | Þór/KA Akureyri  |
| 19 | HV | Anna Björk Kristjánsdóttir    | 14 tháng 10, 1989 (27 tuổi) | 31   | 0   | Limhamn Bunkeflo |
| 20 | TĐ | Berglind Björg Þorvaldsdóttir | 18 tháng 1, 1992 (25 tuổi)  | 27   | 1   | Breiðablik       |
| 21 | HV | Arna Ásgrímsdóttir            | 12 tháng 8, 1992 (24 tuổi)  | 12   | 1   | Valur            |
| 22 | TĐ | Rakel Hönnudóttir             | 30 tháng 12, 1988 (28 tuổi) | 83   | 5   | Breiðablik       |
| 23 | TĐ | Fanndís Friðriksdóttir        | 9 tháng 5, 1990 (27 tuổi)   | 84   | 10  | Breiðablik       |

### Thụy Sĩ
Đội hình được công bố vào ngày 3 tháng 7 năm 2017.
Huấn luyện viên:  Martina Voss-Tecklenburg
| Số | VT | Cầu thủ                | Ngày sinh (tuổi)            | Trận | Bàn | Câu lạc bộ       |
| -- | -- | ---------------------- | --------------------------- | ---- | --- | ---------------- |
| 1  | TM | Gaëlle Thalmann        | 18 tháng 1, 1986 (31 tuổi)  | 53   | 0   | Verona           |
| 2  | HV | Jana Brunner           | 20 tháng 1, 1997 (20 tuổi)  | 4    | 0   | Basel            |
| 3  | TĐ | Meriame Terchoun       | 27 tháng 10, 1995 (21 tuổi) | 9    | 2   | Basel            |
| 4  | HV | Rachel Rinast          | 2 tháng 6, 1991 (26 tuổi)   | 20   | 1   | Bayer Leverkusen |
| 5  | HV | Noëlle Maritz          | 23 tháng 12, 1995 (21 tuổi) | 48   | 1   | Wolfsburg        |
| 6  | TĐ | Géraldine Reuteler     | 21 tháng 4, 1999 (18 tuổi)  | 4    | 2   | Luzern           |
| 7  | TV | Martina Moser          | 9 tháng 4, 1986 (31 tuổi)   | 126  | 20  | Zürich           |
| 8  | TV | Cinzia Zehnder         | 4 tháng 8, 1997 (19 tuổi)   | 18   | 0   | Freiburg         |
| 9  | HV | Ana-Maria Crnogorčević | 3 tháng 10, 1990 (26 tuổi)  | 89   | 47  | Frankfurt        |
| 10 | TĐ | Ramona Bachmann        | 25 tháng 12, 1990 (26 tuổi) | 80   | 42  | Chelsea          |
| 11 | TV | Lara Dickenmann        | 27 tháng 11, 1985 (31 tuổi) | 119  | 46  | Wolfsburg        |
| 12 | TM | Stenia Michel          | 23 tháng 10, 1987 (29 tuổi) | 18   | 0   | Basel            |
| 13 | TV | Lia Wälti              | 19 tháng 4, 1993 (24 tuổi)  | 62   | 4   | Turbine Potsdam  |
| 14 | HV | Rahel Kiwic            | 5 tháng 1, 1991 (26 tuổi)   | 50   | 8   | Turbine Potsdam  |
| 15 | HV | Caroline Abbé          | 13 tháng 1, 1988 (29 tuổi)  | 126  | 10  | Zürich           |
| 16 | TĐ | Fabienne Humm          | 20 tháng 12, 1986 (30 tuổi) | 56   | 21  | Zürich           |
| 17 | HV | Sandra Betschart       | 30 tháng 3, 1989 (28 tuổi)  | 67   | 2   | Duisburg         |
| 18 | TV | Viola Calligaris       | 17 tháng 3, 1996 (21 tuổi)  | 6    | 0   | Atlético Madrid  |
| 19 | TĐ | Eseosa Aigbogun        | 23 tháng 5, 1993 (24 tuổi)  | 38   | 3   | Turbine Potsdam  |
| 20 | TV | Sandrine Mauron        | 19 tháng 12, 1996 (20 tuổi) | 7    | 2   | Zürich           |
| 21 | TM | Seraina Friedli        | 20 tháng 3, 1993 (24 tuổi)  | 2    | 0   | Zürich           |
| 22 | TV | Vanessa Bernauer       | 23 tháng 3, 1988 (29 tuổi)  | 65   | 5   | Wolfsburg        |
| 23 | TV | Vanessa Bürki          | 1 tháng 4, 1986 (31 tuổi)   | 78   | 10  | Bayern München   |

## Bảng D

### Anh
Đội hình được công bố vào ngày 3 tháng 4 năm 2017.
Huấn luyện viên:  Mark Sampson
| Số | VT | Cầu thủ             | Ngày sinh (tuổi)            | Trận | Bàn | Câu lạc bộ      |
| -- | -- | ------------------- | --------------------------- | ---- | --- | --------------- |
| 1  | TM | Karen Bardsley      | 14 tháng 10, 1984 (32 tuổi) | 67   | 0   | Manchester City |
| 2  | HV | Lucy Bronze         | 28 tháng 10, 1991 (25 tuổi) | 43   | 5   | Manchester City |
| 3  | HV | Demi Stokes         | 12 tháng 12, 1991 (25 tuổi) | 36   | 1   | Manchester City |
| 4  | TV | Jill Scott          | 2 tháng 2, 1987 (30 tuổi)   | 121  | 18  | Manchester City |
| 5  | HV | Steph Houghton (c)  | 23 tháng 4, 1988 (29 tuổi)  | 86   | 9   | Manchester City |
| 6  | HV | Jo Potter           | 13 tháng 11, 1984 (32 tuổi) | 31   | 3   | Reading         |
| 7  | TV | Jordan Nobbs        | 8 tháng 12, 1992 (24 tuổi)  | 41   | 5   | Arsenal         |
| 8  | TV | Isobel Christiansen | 20 tháng 9, 1991 (25 tuổi)  | 13   | 4   | Manchester City |
| 9  | TĐ | Jodie Taylor        | 17 tháng 5, 1986 (31 tuổi)  | 24   | 9   | Arsenal         |
| 10 | TV | Fara Williams       | 25 tháng 1, 1984 (33 tuổi)  | 162  | 40  | Arsenal         |
| 11 | TV | Jade Moore          | 22 tháng 10, 1990 (26 tuổi) | 37   | 1   | Reading         |
| 12 | HV | Casey Stoney        | 13 tháng 5, 1982 (35 tuổi)  | 129  | 6   | Liverpool       |
| 13 | TM | Siobhan Chamberlain | 15 tháng 8, 1983 (33 tuổi)  | 42   | 0   | Liverpool       |
| 14 | TV | Karen Carney        | 1 tháng 8, 1987 (29 tuổi)   | 128  | 31  | Chelsea         |
| 15 | HV | Laura Bassett       | 2 tháng 8, 1983 (33 tuổi)   | 61   | 2   | Unattached      |
| 16 | TV | Millie Bright       | 21 tháng 8, 1993 (23 tuổi)  | 9    | 0   | Chelsea         |
| 17 | TĐ | Nikita Parris       | 10 tháng 3, 1994 (23 tuổi)  | 11   | 3   | Manchester City |
| 18 | TĐ | Ellen White         | 9 tháng 5, 1989 (28 tuổi)   | 62   | 21  | Birmingham City |
| 19 | TĐ | Toni Duggan         | 25 tháng 7, 1991 (25 tuổi)  | 47   | 15  | Barcelona       |
| 20 | HV | Alex Greenwood      | 7 tháng 9, 1993 (23 tuổi)   | 23   | 2   | Liverpool       |
| 21 | TM | Carly Telford       | 7 tháng 7, 1987 (30 tuổi)   | 7    | 0   | Chelsea         |
| 22 | HV | Alex Scott          | 14 tháng 10, 1984 (32 tuổi) | 138  | 12  | Arsenal         |
| 23 | TĐ | Fran Kirby          | 29 tháng 6, 1993 (24 tuổi)  | 19   | 6   | Chelsea         |

### Bồ Đào Nha
Đội hình được công bố vào ngày 6 tháng 7 năm 2017.
Huấn luyện viên: Francisco Neto
| Số | VT | Cầu thủ          | Ngày sinh (tuổi)            | Trận | Bàn | Câu lạc bộ      |
| -- | -- | ---------------- | --------------------------- | ---- | --- | --------------- |
| 1  | TM | Jamila Marreiros | 30 tháng 5, 1988 (29 tuổi)  | 12   | 0   | Benfica         |
| 2  | HV | Mónica Mendes    | 16 tháng 6, 1993 (24 tuổi)  | 35   | 1   | Neunkirch       |
| 3  | HV | Raquel Infante   | 19 tháng 9, 1990 (26 tuổi)  | 13   | 0   | Levante         |
| 4  | HV | Sílvia Rebelo    | 20 tháng 5, 1989 (28 tuổi)  | 72   | 1   | Braga           |
| 5  | HV | Matilde Fidalgo  | 15 tháng 5, 1994 (23 tuổi)  | 33   | 0   | Benfica         |
| 6  | TV | Andreia Norton   | 15 tháng 8, 1996 (20 tuổi)  | 3    | 1   | Braga           |
| 7  | TV | Cláudia Neto (c) | 18 tháng 4, 1988 (29 tuổi)  | 106  | 14  | Linköping       |
| 8  | TĐ | Laura Luís       | 15 tháng 8, 1992 (24 tuổi)  | 38   | 7   | Braga           |
| 9  | TV | Ana Borges       | 15 tháng 6, 1990 (27 tuổi)  | 93   | 9   | Sporting        |
| 10 | TĐ | Ana Leite        | 23 tháng 10, 1991 (25 tuổi) | 42   | 0   | Sporting        |
| 11 | TV | Tatiana Pinto    | 28 tháng 3, 1994 (23 tuổi)  | 25   | 1   | Sporting        |
| 12 | TM | Patrícia Morais  | 17 tháng 6, 1992 (25 tuổi)  | 43   | 0   | Sporting        |
| 13 | TV | Fátima Pinto     | 16 tháng 1, 1996 (21 tuổi)  | 27   | 0   | Sporting        |
| 14 | TV | Dolores Silva    | 7 tháng 8, 1991 (25 tuổi)   | 79   | 9   | Braga           |
| 15 | HV | Carole Costa     | 3 tháng 5, 1990 (27 tuổi)   | 83   | 6   | Sporting        |
| 16 | TĐ | Diana Silva      | 4 tháng 6, 1995 (22 tuổi)   | 24   | 1   | Sporting        |
| 17 | TV | Vanessa Marques  | 12 tháng 4, 1996 (21 tuổi)  | 37   | 2   | Braga           |
| 18 | TĐ | Carolina Mendes  | 27 tháng 11, 1987 (29 tuổi) | 61   | 9   | Grindavík       |
| 19 | TV | Amanda Da Costa  | 7 tháng 10, 1989 (27 tuổi)  | 18   | 0   | Boston Breakers |
| 20 | TV | Suzane Pires     | 17 tháng 8, 1992 (24 tuổi)  | 20   | 0   | Santos          |
| 21 | HV | Diana Gomes      | 26 tháng 7, 1998 (18 tuổi)  | 2    | 0   | Valadares Gaia  |
| 22 | TM | Rute Costa       | 1 tháng 6, 1994 (23 tuổi)   | 2    | 0   | Braga           |
| 23 | TV | Mélissa Antunes  | 8 tháng 1, 1990 (27 tuổi)   | 27   | 1   | Braga           |

### Scotland
Đội hình được công bố vào ngày 27 tháng 6 năm 2017.
Huấn luyện viên:  Anna Signeul
| Số | VT | Cầu thủ           | Ngày sinh (tuổi)            | Trận | Bàn | Câu lạc bộ              |
| -- | -- | ----------------- | --------------------------- | ---- | --- | ----------------------- |
| 1  | TM | Gemma Fay (c)     | 9 tháng 12, 1981 (35 tuổi)  | 199  | 0   | Stjarnan                |
| 2  | HV | Vaila Barsley     | 15 tháng 9, 1987 (29 tuổi)  | 3    | 0   | Eskilstuna United       |
| 3  | HV | Joelle Murray     | 7 tháng 11, 1986 (30 tuổi)  | 43   | 1   | Hibernian               |
| 4  | HV | Ifeoma Dieke      | 25 tháng 2, 1981 (36 tuổi)  | 119  | 0   | Vittsjö                 |
| 5  | TV | Leanne Ross       | 8 tháng 7, 1981 (36 tuổi)   | 131  | 9   | Glasgow City            |
| 6  | TV | Joanne Love       | 6 tháng 12, 1985 (31 tuổi)  | 177  | 13  | Glasgow City            |
| 7  | TV | Hayley Lauder     | 4 tháng 6, 1990 (27 tuổi)   | 84   | 9   | Glasgow City            |
| 8  | TV | Erin Cuthbert     | 19 tháng 7, 1998 (18 tuổi)  | 8    | 2   | Chelsea                 |
| 9  | TV | Caroline Weir     | 20 tháng 6, 1995 (22 tuổi)  | 37   | 5   | Liverpool               |
| 10 | TV | Leanne Crichton   | 6 tháng 8, 1987 (29 tuổi)   | 51   | 3   | Glasgow City            |
| 11 | TĐ | Lisa Evans        | 21 tháng 5, 1992 (25 tuổi)  | 60   | 13  | Arsenal                 |
| 12 | TM | Shannon Lynn      | 22 tháng 10, 1985 (31 tuổi) | 24   | 0   | Vittsjö                 |
| 13 | TĐ | Jane Ross         | 18 tháng 9, 1989 (27 tuổi)  | 105  | 49  | Manchester City         |
| 14 | HV | Rachel Corsie     | 17 tháng 8, 1989 (27 tuổi)  | 88   | 16  | Seattle Reign           |
| 15 | HV | Sophie Howard     | 17 tháng 9, 1993 (23 tuổi)  | 2    | 0   | Hoffenheim              |
| 16 | TĐ | Christie Murray   | 3 tháng 5, 1990 (27 tuổi)   | 47   | 3   | Doncaster Rovers Belles |
| 17 | HV | Frankie Brown     | 8 tháng 10, 1987 (29 tuổi)  | 87   | 0   | Bristol City            |
| 18 | HV | Rachel McLauchlan | 7 tháng 7, 1997 (20 tuổi)   | 3    | 0   | Hibernian               |
| 19 | TV | Lana Clelland     | 26 tháng 1, 1993 (24 tuổi)  | 14   | 1   | Tavagnacco              |
| 20 | HV | Kirsty Smith      | 6 tháng 1, 1994 (23 tuổi)   | 23   | 0   | Hibernian               |
| 21 | TM | Lee Alexander     | 23 tháng 9, 1991 (25 tuổi)  | 0    | 0   | Glasgow City            |
| 22 | TĐ | Fiona Brown       | 31 tháng 3, 1995 (22 tuổi)  | 18   | 0   | Eskilstuna United       |
| 23 | HV | Chloe Arthur      | 21 tháng 1, 1995 (22 tuổi)  | 7    | 0   | Bristol City            |

### Tây Ban Nha
Đội hình được công bố vào ngày 20 tháng 6 năm 2017.
Huấn luyện viên: Jorge Vilda
| Số | VT | Cầu thủ                 | Ngày sinh (tuổi)            | Trận | Bàn | Câu lạc bộ           |
| -- | -- | ----------------------- | --------------------------- | ---- | --- | -------------------- |
| 1  | TM | Dolores Gallardo        | 10 tháng 6, 1993 (24 tuổi)  | 17   | 0   | Atlético Madrid      |
| 2  | HV | Celia Jiménez           | 20 tháng 6, 1995 (22 tuổi)  | 10   | 0   | Alabama Crimson Tide |
| 3  | HV | Marta Torrejón (c)      | 27 tháng 2, 1990 (27 tuổi)  | 73   | 9   | Barcelona            |
| 4  | HV | Irene Paredes           | 4 tháng 7, 1991 (26 tuổi)   | 41   | 3   | Paris Saint-Germain  |
| 5  | HV | Andrea Pereira          | 19 tháng 9, 1993 (23 tuổi)  | 9    | 0   | Atlético Madrid      |
| 6  | TV | Virginia Torrecilla     | 4 tháng 9, 1994 (22 tuổi)   | 33   | 4   | Montpellier          |
| 7  | TĐ | Marta Corredera         | 8 tháng 8, 1991 (25 tuổi)   | 43   | 3   | Atlético Madrid      |
| 8  | TV | Amanda Sampedro         | 26 tháng 6, 1993 (24 tuổi)  | 24   | 7   | Atlético Madrid      |
| 9  | TĐ | Mari Paz Vilas          | 1 tháng 2, 1988 (29 tuổi)   | 15   | 13  | Valencia             |
| 10 | TĐ | Jennifer Hermoso        | 9 tháng 5, 1990 (27 tuổi)   | 43   | 18  | Paris Saint-Germain  |
| 11 | TV | Alexia Putellas         | 4 tháng 2, 1994 (23 tuổi)   | 42   | 8   | Barcelona            |
| 12 | TM | María Asunción Quiñones | 29 tháng 10, 1996 (20 tuổi) | 1    | 0   | Real Sociedad        |
| 13 | TM | Sandra Paños            | 4 tháng 11, 1992 (24 tuổi)  | 15   | 0   | Barcelona            |
| 14 | TV | Victoria Losada         | 5 tháng 3, 1991 (26 tuổi)   | 44   | 12  | Barcelona            |
| 15 | TV | Silvia Meseguer         | 12 tháng 3, 1989 (28 tuổi)  | 52   | 5   | Atlético Madrid      |
| 16 | HV | Alexandra López         | 26 tháng 2, 1989 (28 tuổi)  | 14   | 0   | Atlético Madrid      |
| 17 | TĐ | Olga García             | 1 tháng 6, 1992 (25 tuổi)   | 15   | 3   | Barcelona            |
| 18 | TĐ | Esther González         | 8 tháng 12, 1992 (24 tuổi)  | 2    | 0   | Atlético Madrid      |
| 19 | TĐ | Bárbara Latorre         | 14 tháng 3, 1993 (24 tuổi)  | 7    | 0   | Barcelona            |
| 20 | HV | María Pilar León        | 13 tháng 6, 1995 (22 tuổi)  | 7    | 0   | Atlético Madrid      |
| 21 | HV | Leila Ouahabi           | 22 tháng 3, 1993 (24 tuổi)  | 14   | 1   | Barcelona            |
| 22 | TĐ | Mariona Caldentey       | 19 tháng 3, 1996 (21 tuổi)  | 6    | 1   | Barcelona            |
| 23 | TV | Paula Nicart            | 8 tháng 9, 1994 (22 tuổi)   | 2    | 0   | Valencia             |